# Rod Johnson (football)
Pour les articles homonymes, voir Johnson.
Rodney "Rod" Johnson, né le 8 janvier 1945 à Leeds et mort en décembre 2019, est un ancien footballeur anglais qui a joué pour Leeds United, Doncaster Rovers, Rotherham United, Bradford City et Gainsborough Trinity.